# Turbo argyrostomus
Turbo argyrostomus is een slakkensoort uit de familie Turbinidae.De wetenschappelijke naam is gepubliceerd in 1758 door Linnaeus in de tiende editie van Systema naturae.